# Eugen Keidel

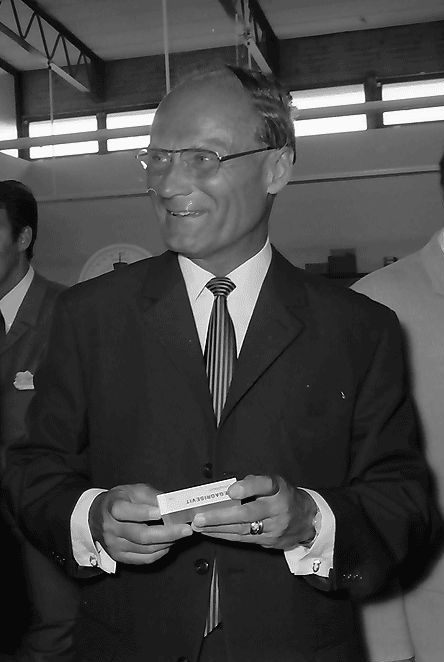
Eugen Keidel (1968)

Eugen Keidel (* 4. September 1909 in Mannheim; † 31. Dezember 1991 in Freiburg im Breisgau) war ein deutscher Kommunalbeamter. Als SPD-Mitglied war er von 1962 bis 1982 Oberbürgermeister von Freiburg.

## Leben
Seine seit langem in Baden ansässige Familie war (wie traditionell viele Badener) liberal eingestellt. Sein Vater war der Landwirt und Landwirtschaftsfunktionär Georg Keidel. Eugen Keidel studierte an der Albert-Ludwigs-Universität Rechtswissenschaft und Staatswissenschaften. 1929 wurde er im Corps Rhenania Freiburg recipiert. Sein Studium führte ihn auch an die Ludwig-Maximilians-Universität München, die Friedrich-Wilhelms-Universität zu Berlin und die Ruprecht-Karls-Universität Heidelberg. 1937 wurde er in Heidelberg zum Dr. iur. promoviert.
Von 1938 bis 1946 war Eugen Keidel in leitender Position in der Maschinenfabrik Buckau R. Wolf in Magdeburg tätig. 1937 trat er in die Nationalsozialistische Deutsche Arbeiterpartei (NSDAP) ein und wurde Mitglied der Nationalsozialistischen Volkswohlfahrt (NSV). In seiner Entnazifizierung wurde er zunächst als Mitläufer, dann als Entlasteter eingestuft.  1944/45 wurde er zur Wehrmacht eingezogen. 1947 folgte der Eintritt in die Stadtverwaltung von Karlsruhe, in der er 1955 Stadtdirektor wurde. Er war für die Neuordnung der Wirtschafts- und Versorgungseinrichtungen verantwortlich, bevor er zum Leiter des Schul- und Kulturreferates ernannt wurde.

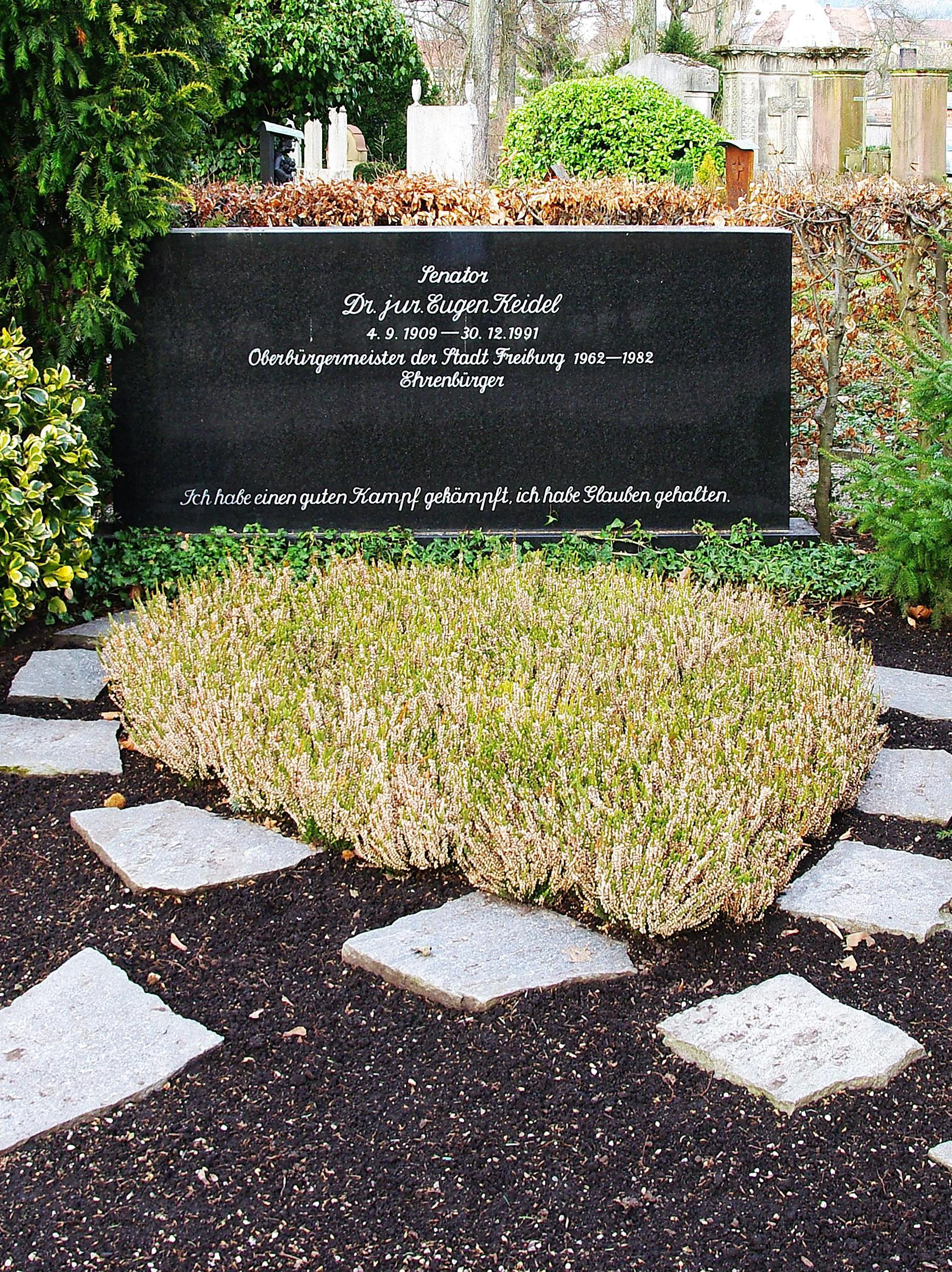
Grab auf dem Freiburger Hauptfriedhof

1962 kandidierte Keidel in Freiburg für das Amt des Oberbürgermeisters. Zum Nachfolger von Josef Brandel gewählt wurde er im ersten Wahlgang mit knappem Vorsprung, im zweiten Wahlgang vom 7. Oktober mit einer Mehrheit von 65 %. Sein Konkurrent war Gerhard Graf, einer der Bürgermeister von Freiburg. In Keidels Amtszeit fällt die Ausdehnung der Stadt nach Westen mit den neuen Stadtteilen Landwasser und Weingarten. Im Zuge der Gebietsreform in Baden-Württemberg wurden in seiner Amtszeit die bisher selbständigen Gemeinden Lehen, Opfingen, Waltershofen, Tiengen, Munzingen, Hochdorf, Ebnet, Kappel und Mundenhof nach Freiburg eingemeindet.
Maßgeblichen Einfluss hatte er auf den Bau des später nach ihm benannten Thermalbades (Eugen-Keidel-Bad). Auch der Ausbau des Stadtringes sowie eine der ersten Fußgängerzonen Deutschlands und die Erschließung neuer Wassergewinnungsgebiete gehen auf sein Konto. Die Stadtwerke und Verkehrsbetriebe wandelte er in selbstständige Gesellschaften um.
Nachdem er 1970 mit 78,1 % im Amt bestätigt worden war, ging er am 15. November 1982 als damals dienstältestes Stadtoberhaupt (einer größeren Stadt) in den Ruhestand. Sein Nachfolger wurde Rolf Böhme. Eugen Keidel verstarb in der Nacht zu Silvester 1991 nach kurzer Krankheit. Die Trauerfeier fand im Freiburger Münster statt.
Keidel war Vorsitzender des ADAC Südbaden.
Eugen Keidel war ab 1954 mit der Karlsruherin Claire Keidel geb. Wittmer († 2010) verheiratet. Der Vorstandsvorsitzende der Zentral-Genossenschaft Raiffeisen Karlsruhe Walter Keidel war  sein Bruder.

## Auszeichnungen

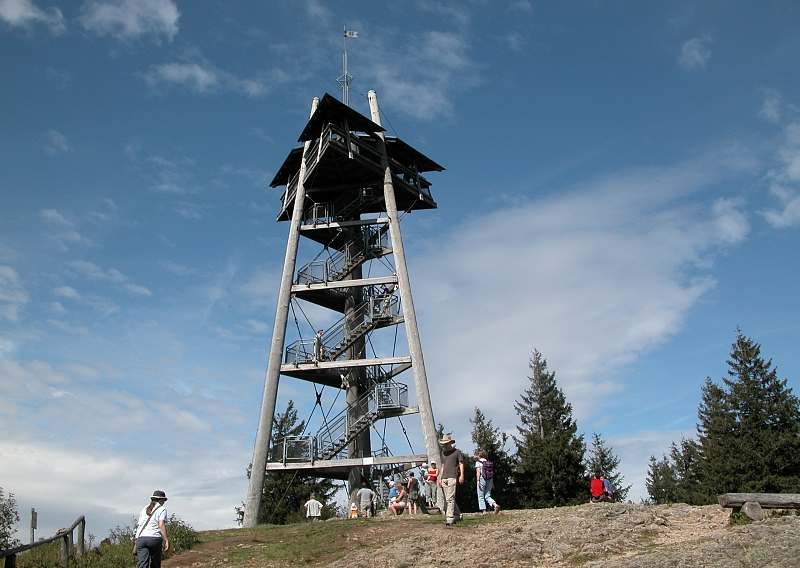
Eugen-Keidel-Turm auf dem Schauinsland

Neben der Ehrenbürgerwürde, die Keidel mit seinem Ausscheiden vom Stadtrat verliehen wurde, ehrte die Stadt ihn auch dadurch, dass das Freiburger Thermalbad den Namen Keidel Mineral-Thermalbad Freiburg trägt. Keidel erhielt außerdem 1982 das Große Bundesverdienstkreuz mit Stern und wurde Ehrensenator der Albert-Ludwigs-Universität Freiburg. Außer dem Eugen-Keidel-Bad ist nach ihm auch der 1981 erbaute Eugen-Keidel-Turm auf dem Schauinsland benannt. Er erhielt diverse Auszeichnungen des ADAC. An Orden wurden ihm verliehen:
- Großkreuz des italienischen Verdienstordens
- Großkreuz mit Stern von Afrika (Liberia)
- Großkreuz des Souveränen Malteserordens
- Ordre des Palmes Académiques, Officier
- Verdienstmedaille des Landes Baden-Württemberg